# 叶卡捷琳娜·别利亚耶娃
叶卡捷琳娜·康斯坦丁诺芙娜·别利亚耶娃（俄語：Екатерина Константиновна Беляева，2003年6月22日—），俄罗斯女子跳水运动员，主攻10米跳台项目，曾搭档维克托·米尼巴耶夫获得2019年世界游泳锦标赛混合双人10米跳台银牌。